# チロニン
チロニンまたはサイロニン（英語: thyronine）は、酵素によってチロキシンおよびトリヨードチロニンからヨウ素原子が取り除かれた代謝物である。チロニンはチロキシンから4個のヨウ素原子が無くなった分子である。